# Ukrainas herrlandslag i handboll
Ukrainas herrlandslag i handboll representerar Ukraina i handboll på herrsidan. Man har deltagit i VM två gånger (2001 och 2007). Den bästa VM-placeringen hittills är en sjunde plats från 2001.